# Glocke (Boisredon)

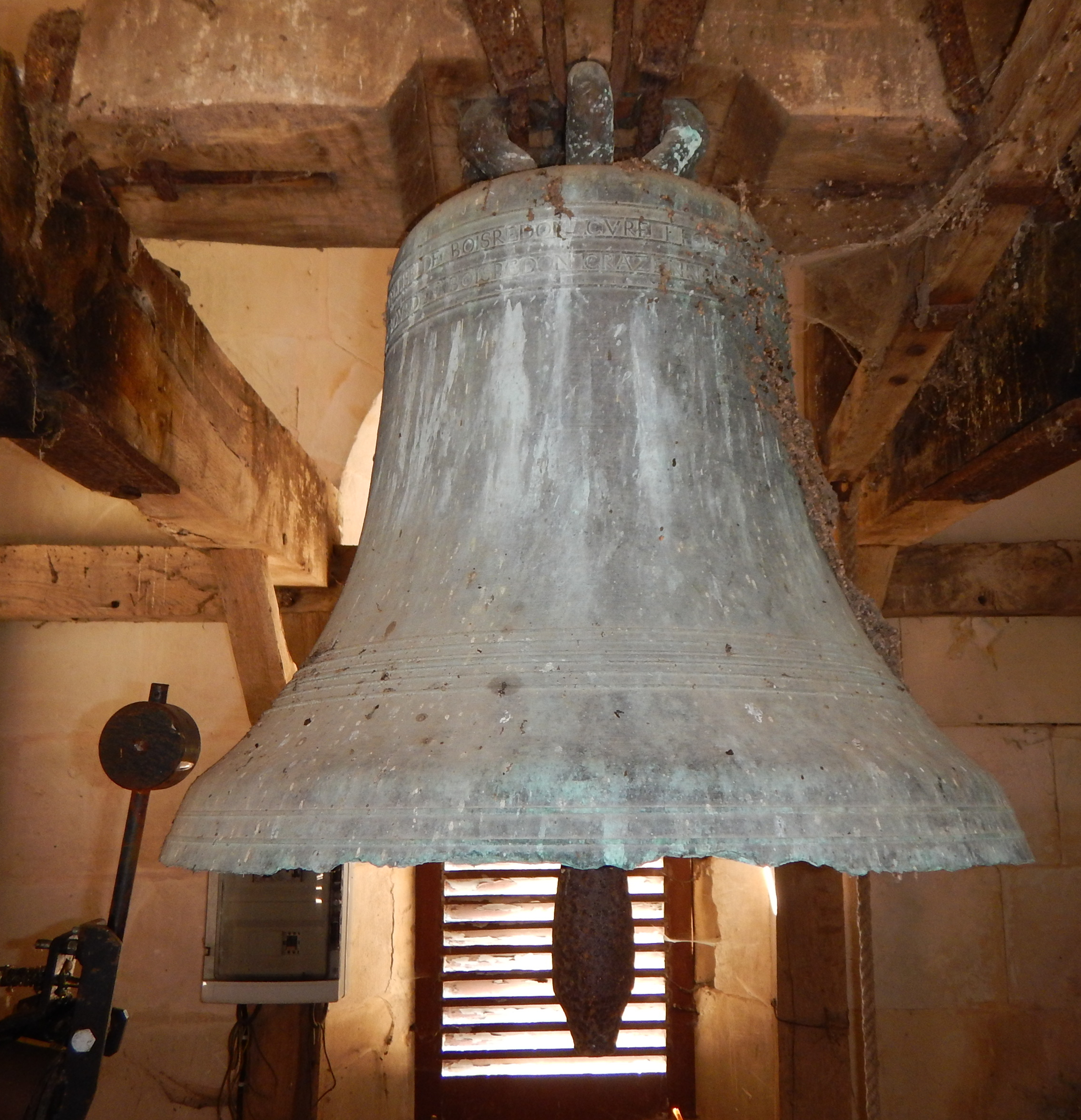
Glocke in Boisredon

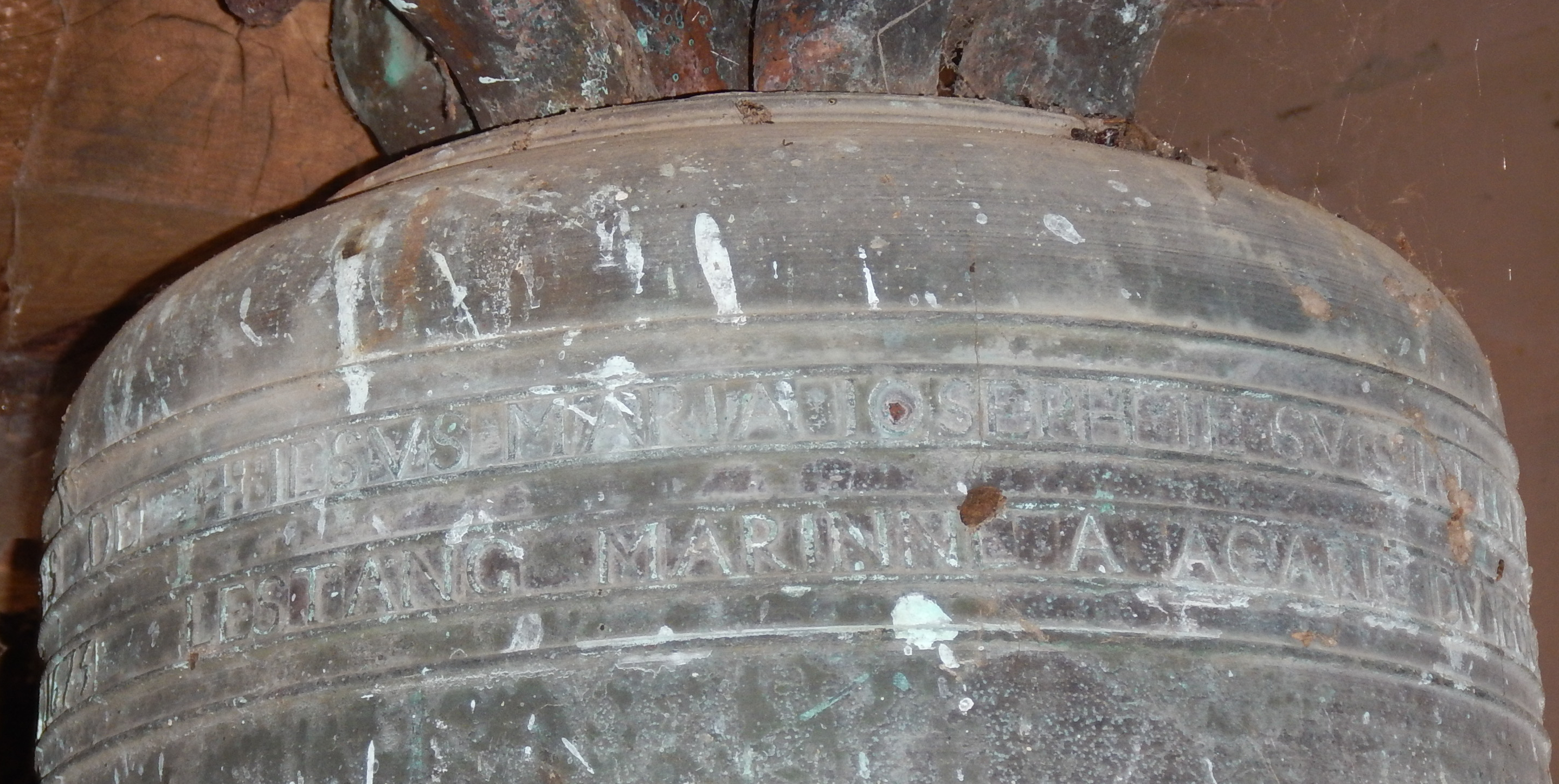
Inschrift auf der Glocke

Die Glocke in der Kirche St-Pierre in Boisredon, einer französischen Gemeinde im Département Charente-Maritime der Region Nouvelle-Aquitaine, wurde 1673 gegossen. Die Kirchenglocke aus Bronze ist seit 1911 als Monument historique in die Liste der geschützten Objekte (Base Palissy) in Frankreich aufgenommen.
Die Glocke trägt folgende Inschrift: „+IESUS MARIA IOSEPH JE SUIS POUR L'EGLISE DE BOISREDON CURE I FONTANELLE PARIN O DAVID ESCUYER RS DE LETANG MARRINE A ACARIE DE BOURDET BOISREDON CRAZENNE ET A (AUTRES) PLACES FABRIQUEURS S MERZEAU 1673“.